# La Pachahuara
La Pachahuara es una danza que forma parte de las fiestas de adoración al niño Jesús que se realizan entre el 24 y el 29 de diciembre en el distrito de Acolla, provincia de Jauja, región de Junín. Esta danza, que se remonta a la llegada de la población esclava negra a las serranías del Perú, está compuesta de dos secciones coreográficas con su respectivo acompañamiento musical específico; representando uno, el periodo de esclavitud, y el otro el de la recuperación de su libertad.
En el 2008, la danza de La Pachahuara de Acolla, y sus variantes en el valle de Yanamarca, fue declarada Patrimonio Cultural de la Nación. Esta decisión se fundamentó en su relevancia como expresión cultural, debido a su trasfondo histórico, los elementos que la componen —como la vestimenta, la coreografía y la música—, y los significados aportados por sus practicantes que fortalecen la identidad colectiva, tanto a nivel regional como nacional.

## Origen
Esta danza se considera una variante regional entre las múltiples danzas de negros que se practican a lo largo de la sierra central del Perú con diferentes nombres, vestuarios, música y coreografía. Estas celebraciones fueron instituidas durante el periodo colonial por la iglesia católica, en oposición a los rituales considerados paganos, como los cultos a la Pachamama o del Capac Raymi, también llamado Pascua del sol. El posible origen de la Pachahuara se establece a partir de la llegada de los esclavos negros a Jauja en 1533, y el contacto que estos establecieron con la población de esta provincia.Según la tradición oral, durante la época colonial, la hacienda de la Natividad de la Virgen, ubicada al norte del Valle de Yanamarca, empleaba esclavos africanos como trabajadores encargados del mantenimiento de la infraestructura. En este contexto, la Pachahuara sería una representación simbólica de este período de opresión. Sin embargo, algunos autores sostienen que esta danza se originó recién en el siglo XIX, sustituyendo manifestaciones más antiguas como el Chacranegro. En ese sentido, el investigador peruanista suizo Johann Jakob von Tschudi visitó el Valle del Mantaro en 1839 y 1840 y comentó acerca de esta danza que "el mismo día de Navidad surgen los conocidos como negritos. Son indígenas ataviados con camisas rojas, bordadas meticulosamente con hilos de oro y plata, y vestidos con pantalones blancos, un sombrero con una pluma de color negro y una terrible máscara negra".Para algunos investigadores, esta danza muestra el sufrimiento de los esclavos en la antigua hacienda de Yanamarca y su posterior manumisión decretada por el mariscal Ramón Castilla. Para otros, como el estudioso Juan de la Cruz Fierro, es una creación que inicia a inicios del siglo XX.

## La celebración
Durante el periodo de celebraciones navideñas, los paisanos de Acolla, provenientes de diferentes partes del territorio peruano, regresan a su pueblo para formar parte de las coreografías de la danza de la Pachahuara. Este baile está dedicado al culto del Niño Jesús en conmemoración de su nacimiento y se desarrolla durante seis días, del 24 al 29 de diciembre, siguiendo un programa detallado con actividades específicas para cada jornada.
1. La víspera. El día 24 de diciembre, víspera de Navidad, la banda de músicos se reúne en la casa de los presidentes y de los caporales para elegir el tono ideal de la música de acuerdo al gusto de la mayoría, así como para preparar la misa de madrugada, conocida también como misa pacharahuay.
2. La adoración del día central. El 25 de diciembre, durante la Navidad, se oficia la misa por medio de un sacerdote contratado para tal efecto. Luego de ello, da comienzo a una procesión alrededor de la plaza central del pueblo presidida por el Niño Jesús junto a la Virgen María, siendo colocadas las andas en el ingreso de la iglesia donde el pueblo le rendirá culto invitados por un grupo de niños denominados pastorcillos.[4]
3. Coreografía de la pasión y el pasacalle. Durante los días 26 y 27, los danzantes pachahuareros convocan a la comunidad a participar en el rito de la adoración. Tras esta ceremonia, los negros pachahuaras realizan la coreografía de la pasión, una representación simbólica de los rigores y sufrimientos vividos bajo la explotación esclavista durante la época colonial. Posteriormente, dan inicio a un baile denominado pasacalle , caracterizado por movimientos alegres y llenos de júbilo, simbolizando la libertad y la celebración tras la abolición de la esclavitud.[4]
4. El concurso de pachahuaras. El 28 de diciembre se lleva a cabo el concurso de pachahuaras, en el cual diversos conjuntos presentan a sus delegados ante un jurado encargado de realizar la evaluación y calificación respectiva
5. La pandillada o jaljapacuy. El 29 de diciembre, los funcionarios y caporales, junto con sus esposas, acompañantes, grupos de jóvenes ataviados con trajes típicos jaujinos y el pueblo en general, recorren la plaza y las calles de Acolla al compás de la pandilla, una melodía alegre que marca el cierre festivo.[4]

## Personajes y Vestimenta
En Acolla, los negros pachahuaras conforman un grupo de danzantes organizados en categorías que simbolizan distintos estratos.  
- El negro Mayó-Mayó, como líder del séquito de bailarines, ocupa una posición destacada al frente del grupo. Personifica al caporal de las antiguas haciendas del valle y ejerce autoridad sobre los danzantes y la banda de músicos. Su símbolo de mando y poder es un fuete que porta en la mano.
- Los negros pallandé, conformados generalmente por grupos de cuatro a seis integrantes, representan a los antiguos peones negros del campo. Su función dentro de la festividad es interpretar disciplinadamente las diversas estampas que integran el repertorio.
- Los negros pogos desempeñan un rol similar, simbolizando al personal de servicios de la hacienda.
- El negro marica representa a un integrante de la servidumbre y ocupa la posición final en el orden del grupo durante el baile.